# Mirai Nagasu
Mirai Nagasu (* 16. April 1993 in Montebello, Kalifornien) ist eine US-amerikanische heutige Eiskunstlauftrainerin und ehemalige Eiskunstläuferin, die im Einzellauf startete.
Mirai Nagasu ist ein Kind japanischer Einwanderer. Sie begann mit fünf Jahren mit dem Eiskunstlaufen.
2007 wurde sie in Oberstdorf Vizeweltmeisterin der Junioren hinter ihrer Landsfrau Caroline Zhang und vor der ebenfalls aus den USA stammenden Ashley Wagner. In der Saison 2007/2008 dominierte sie den Junioren-Grand-Prix und wurde bei ihrer ersten US-Meisterschaft in der Seniorenklasse auf Anhieb Amerikanische Meisterin. Bei der Junioren-WM in Sofia reichte es jedoch nur für die Bronzemedaille. Hinter der Siegerin Rachael Flatt und Zhang war Nagasu wie im Vorjahr Teil eines rein US-amerikanischen Podiums.
2010 nahm sie an ihrer ersten internationalen Seniorenmeisterschaft, den Olympischen Winterspielen in Vancouver, teil und belegte den vierten Platz. Wenige Wochen später kam sie bei ihrer ersten Weltmeisterschaftsteilnahme auf den siebten Platz. Hier hatte sie nach dem Kurzprogramm in Führung gelegen, die sie jedoch aufgrund einer wenig überzeugenden Kürleistung nicht halten konnte.
Nagasu hat mehrere Medaillen bei Grand-Prix-Wettbewerben gewonnen und holte bei den Vier-Kontinente-Meisterschaften 2011 in Taipeh sowie 2017 in Gangneung jeweils die Bronzemedaille.
In der Saison 2015/16 wurde sie Vizemeisterin der Vier-Kontinente-Meisterschaften. Erstmals seit 2010 durfte sie wieder an einer Weltmeisterschaft teilnehmen und belegte in Boston den 10. Platz.
Im Jahr 2018 wurde Nagasu US-amerikanische Vizemeister und qualifiziert sich damit für die Teilnahme an den Olympischen Winterspielen in Pyeongchang. Hier lief sie im Rahmen des Teamwettbewerbs die Kür und belegte mit einer neuen persönlichen Bestleistung hinter der späteren Olympiasiegerin im Einzel, Alina Sagitowa, den zweiten Platz. Damit trug Nagasu maßgeblich zum Erfolg des US-Teams bei, das hinter Kanada und den Olympischen Athleten aus Russland den Bronzerang belegte. Im Einzelwettbewerb erreichte sie den zehnten Platz und zeigte im Kurzprogramm als einzige Läuferin der Konkurrenz einen dreifachen Axel, der ihr allerdings nicht sauber gelang.
In der Saison 2018/19 ließ sie eine Hüftoperation vornehmen und fiel verletzungsbedingt aus.
In der Saison 2019/20 nahm sie an den Aurora Games teil.
Nagasu hat einen Abschluss in Business Administration der University of Colorado.
Im Dezember 2020  erklärte Nagasu, dass es für sie mit der Teilnahme an Wettbewerben vorbei sei. Sie arbeitet als Trainerin beim North Star Figure Skating Club in Westboro, Massachusetts.

## Ergebnisse
| Olympische Winterspiele          |       |       |       | 4.    |       |       |       |       |       |       |       | 10.   |
| Weltmeisterschaften              |       |       |       | 7.    |       |       |       |       |       | 10.   |       | 10.   |
| Vier-Kontinente-Meisterschaften  |       |       |       |       | 3.    |       |       | 10.   |       | 2.    | 3.    |       |
| Juniorenweltmeisterschaften      | 2.    | 3.    |       |       |       |       |       |       |       |       |       |       |
| US-amerikanische Meisterschaften | 1. J  | 1.    | 5.    | 2.    | 3.    | 7.    | 7.    | 3.    | 10.   | 4.    | 4.    | 2.    |
| -                                |       |       |       |       |       |       |       |       |       |       |       |       |
| Grand-Prix-Wettbewerb / Saison   | 06/07 | 07/08 | 08/09 | 09/10 | 10/11 | 11/12 | 12/13 | 13/14 | 14/15 | 15/16 | 16/17 | 17/18 |
| Skate Canada                     |       |       |       | 4.    |       | 5.    |       |       |       |       | 9.    |       |
| Cup of China                     |       |       |       | 5.    | 4.    | 2.    | 4.    |       |       |       |       |       |
| Trophée Eric Bompard             |       |       |       |       | 2.    |       |       |       |       |       |       |       |
| NHK Trophy                       |       |       | 8.    |       |       |       | 3.    | 8.    |       | 5.    | 5.    | 4.    |
| Cup of Russia                    |       |       |       |       |       |       |       | 3.    | 4.    |       |       | 9.    |

J – Junioren